# Acharonim
1. Zugot
2. Tannaim
3. Amoraim
4. Savoraim
5. Gaonim
6. Rishonim
7. Acharonim

Acharonim (in ebraico אחרונים Aḥaronim‎?; sing. אחרון, Aḥaron; lit. "gli ultimi") è un termine usato nella Legge (Halakhah) e storia ebraiche per indicare le autorità rabbiniche ed i poskim (decisori legali, giuristi) che sono vissuti dal XVI secolo circa e fino ad oggi.
Gli Acharonim seguono i Rishonim, i "primi" - studiosi rabbinici in auge dall'XI al XVI secolo, successivi ai Gaonim (o anche Geonim e/o Gheonim) e precedenti alla Shulchan Arukh. La pubblicazione della Shulchan Arukh quindi segna il passaggio dall'era dei Rishonim a quella degli Acharonim.

## Conseguenze del passaggio
Secondo la tradizione dell'Ebraismo ortodosso autorità rabbiniche di una particolare era nell'ambito dello sviluppo halakhico non disputano mai le decisioni definitive degli studiosi dell'era precedente alla propria quindi gli Acharonim non possono disputare le decisioni dei rabbini delle ere precedenti, a meno che non trovino il supporto di rabbini di ere anteriori.
La questione di quali decisioni antecedenti possano o non possano essere contese ha portato a definire con precisione quali decisioni siano nell'ambito temporale dell'era degli Acharonim. Secondo molti rabbini la Shulchan Arukh proviene da un Acharon. Altri affermano che il Beit Yosef di Rabbi Yosef Karo abbia lo status halakhico dell'opera di un Rishon mentre la sua successiva Shulchan Arukh abbia lo status dell'opera di un Acharon. Tale tipo di compromesso viene eliminato dall'inclusione di un'era separata di studiosi rabbinici, chiamata Kov'im (ebraico: קובעים) "i consolidatori".

## Acharonim famosi
- Eliyahu Eliezer Dessler (Michtav Me'Eliyahu), filosofo religioso e sociologo del XX secolo
- Samson Raphael Hirsch, rabbino tedesco del XIX secolo, fondatore del movimento Torah im Derech Eretz
- Abraham Isaac Kook, filosofo e mistico del XX secolo, primo rabbino capo della Palestina
- Isaac ben Solomon Luria (Ari), mistico del XVI secolo proveniente dal Cairo e dalla Terra santa, fondatore della Cabala lurianica
- Mosè Luzzatto (Ramchal), filosofo, mistico e moralista italiano del XVIII secolo
- Menachem Mendel Schneerson, settimo Rebbe del movimento Chabad Lubavitch
- Ba'al Shem Tov, considerato il fondatore dell'ebraismo chassidico